# Récefalva
Récefalva (románul: Recea) falu Romániában, Hargita megyében.

## Története
Gyergyótölgyes része. 1956-ig adatai a községéhez voltak számítva. A trianoni békeszerződés előtt Csík vármegye Gyergyótölgyesi járásához tartozott.

## Népessége
2002-ben 155 lakosa volt, ebből 134 román és 21 magyar.

## Vallások
Lakói döntő többségében ortodoxok, de élnek itt római katolikus vallásúak is.